# Shelfordia melancholica
Shelfordia melancholica är en stekelart som först beskrevs av Embrik Strand 1911.  Shelfordia melancholica ingår i släktet Shelfordia och familjen bracksteklar. Inga underarter finns listade i Catalogue of Life.